# Le Parcq
Le Parcq es una comuna francesa situada en el departamento de Paso de Calais, en la región de Alta Francia.

## Demografía
| 605 | 604 | 586 | 570 | 633 | 702 | 738 |
| Para los censos de 1962 a 1999 la población legal corresponde a la población sin duplicidades (Fuente: INSEE [Consultar]) |     |     |     |     |     |     |